# Hilden & Diaz
Thyra Hilden (født 1972) og Pio Diaz (født 1974) er en dansk-argentinsk kunstnerduo, der har lavet en række installationer i offentligt rum.
Under overskriften City on Fire har de skabt symbolske afbrændinger af væsentlige institutioner fra den fælles kulturhistorie, som kommentar til civilisationers skrøbelighed såvel som brutalitet. De teknisk krævende afbrændinger realiseres som videoprojektioner på monumentale, værdiladede bygninger. Flg. fremhæves: ARoS Aarhus Kunstmuseum, Vor Frue Kirke, samt institutioner i Tyskland, Gdansk, Seoul og Ukraine. Afbrændingen af Colosseum i Rom september 2010 er kulminationen på det flerårige projekt.
Hvad der er mindre kendt for offentligheden, er kunstnernes arbejde med askebilleder og skulpturer af forskellige afstøbninger.
Hilden & Diaz arbejder også selvstændigt som kunstnere.
Thyra Hilden er uddannet fra Det Kongelige Danske Kunstakademi (afgang 2002) og har udstillet på MADC Costa Rica, Gustav Gimm CPH, Gallery Concole Paris, P.I.P. Pinyao China og Galleri Tom Christoffersen. Har leveret fotoserier til bogen Det synkrone af Tomas Thøfner, Borgens forlag, 2000, samt designet en lampe, som bl.a. har fået stor opmærksomhed i USA[kilde mangler].
Pio Diaz er initiativtager og producent for New Exhibition Space Gothersgade 2003-2004 samt aktiviteter under Biennial of Contemporary Art in Sharjah Dubai, INDEX:2005 – The World´s Arena for Future Design and Innovation – design to improve life, og City Rumble på Overgaden Institute for Contemporary Art.

## Ekstern henvisning
- http://www.hildendiaz.dk Arkiveret 6. september 2020 hos  Wayback Machine